# Giuseppe Manno
Giuseppe Manno (Alghero, 17 marzo 1786 – Torino, 25 gennaio 1868) è stato un magistrato, politico, storico e letterato italiano.

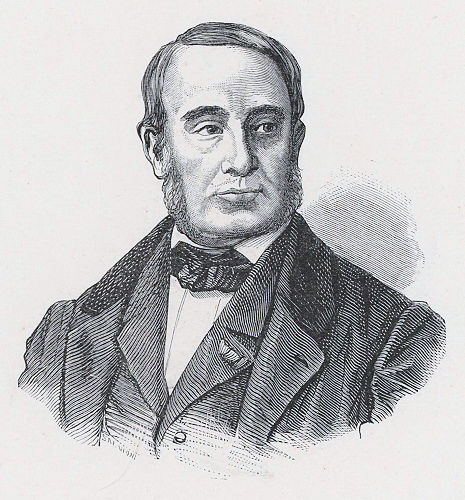

Ricoprì l'incarico di Presidente del Senato del Regno di Sardegna e, successivamente, del Regno d'Italia.

## Biografia
Di nobile famiglia (il suo era infatti un ramo dei Manno, antica casata siciliana) nacque ad Alghero da Antonio e Caterina Diaz, il 17 marzo 1786. Il padre, ufficiale della Marina, aveva preso parte ai moti angioyani.
Seguì i primi studi ad Alghero sotto la docenza dell'abate Massala, in seguito si trasferì a Cagliari presso il Collegio dei nobili (oggi Convitto nazionale Vittorio Emanuele II). Il 25 aprile 1804 conseguì la laurea in diritto canonico e civile, nel 1805 fu sostituto dell'avvocato fiscale presso la Reale Udienza e nel 1809 dell'avvocato fiscale patrimoniale.
Nel 1811 fu uno dei collaboratori del Foglio periodico di Sardegna, stampato a Cagliari e di matrice filo-inglese, ma si dimise per via delle non sempre veritiere notizie pubblicate.
Negli stessi anni fu amico di Stefano Manca di Villahermosa e di Carlo Felice di Savoia, del quale poi - dal 1816 al 1821 - fu segretario.
Nel 1817 trasferitosi a Torino, conseguì la nomina a primo officiale della Segreteria di Stato per gli affari di Sardegna e l'onorificenza dell'Ordine dei Santi Maurizio e Lazzaro.
Il 17 giugno 1823 fu nominato consigliere nel Supremo Consiglio di Sardegna partecipando così ai lavori di quell'organo, destinati a riformulare le leggi civili e criminali del Regno di Sardegna che altro non erano che la Carta de Logu d'Arborea risalente al Trecento: il nuovo corpus legislativo, noto come Codice feliciano, entrò in vigore nel 1827; Manno ne scrisse il proemio.
Grazie all'incarico di precettore di storia dei duchi di Savoia e Genova, gli fu conferito il titolo di barone.
Il Manno è noto per aver scritto la Storia di Sardegna, opera suddivisa in quattro volumi scritti tra il 1825 ed il 1827, nella quale si nota l'ostilità dell'autore verso le idee liberali; egli fu infatti sostanzialmente un fedele servitore di Casa Savoia, tant'è vero che sporse aspre critiche alla sarda rivoluzione e curò la sua stessa opera perché fosse funzionale al loro governo e mantenimento dell'isola.
Nel 1826, anche grazie al supporto di Prospero Balbo, divenne socio dell'Accademia delle Scienze di Torino.

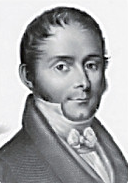

Nel 1828 scrisse il saggio Dei vizii dei letterati, mentre nel 1831 scrisse il saggio sulla Fortuna delle parole.
Nel 1834 divenne accademico della Crusca.
La sua opera più importante è la Storia moderna della Sardegna, edita nel 1842 e composta in due volumi.
Il 14 ottobre 1845 divenne presidente del Senato di Nizza mentre il 2 novembre 1847 succedette a Gaspare Andrea Coller come presidente del Senato di Piemonte.
Il 3 aprile 1848 entrò a far parte dei senatori del Regno e tra il 1849 ed il 1855 ne fu presidente. Come si evince anche dalle sue opere, fu un conservatore e per questo fu uno degli oppositori di Cavour.
Il 28 ottobre 1855 fu investito del ruolo di presidente della Corte Suprema di Cassazione, dal 1855 al 1866 fu invece presidente dell'Ordine Mauriziano; morì il 25 gennaio 1868.
Le carte del suo archivio e quelle relative al figlio Antonio sono divise fra la Biblioteca di storia e cultura del Piemonte "Giuseppe Grosso" di Torino, la Biblioteca del Consiglio regionale della Sardegna a Cagliari, la Biblioteca Comunale di Sassari, l'Archivio di Stato di Torino e, ancora a Torino, la Biblioteca Reale.

## Incarichi
Regno di Sardegna ante 4 marzo 1848:
- Primo ufficiale della Segreteria di Stato per gli affari di Sardegna (1817-1836)
- Primo ufficiale del Ministero degli Affari interni di Sardegna (1836)

## Opere
- Lettere d'un sardo in Italia (1816-1817), Quartu Sant'Elena, Astra, 1993.
- Storia di Sardegna, Torino, Alliana e Paravia, 1825-27 (4 voll.)
- De' vizi dei letterati, Torino, Alliana, 1828.
- Storia moderna della Sardegna dall'anno 1773 al 1799 , Torino, Favale, 1842 (2 voll.)
- Legislation de l'ile de Sardaigne, Paris, De Fain et Thunot, 1844.
- Note sarde, Torino, Stamperia Reale, 1868.